# Eudokia Laskarina
Eudokia Laskarina (1210/1212? - 1247/1253?) byla dcera nikájského císaře Theodora I. Laskarise.

## Život
Narodila se jako mladší dcera Theodora I. Laskarise a jeho první ženy Anny, dcery byzantského císaře Alexia III. Angela. Nejdříve byla zasnoubena s latinským císařem Robertem, ke sňatku, jenž měl usmířit znepřátelené rody, však nedošlo a Eudokia byla provdána za budoucího rakouského vévodu Fridricha II. Manželství bylo kratičké, Fridrich proslavený svou nesnášenlivou povahou, Eudokii zapudil a oženil se znovu. Ani druhé manželství mu vytoužené potomstvo nepřineslo. Eudokia se provdala znovu, stala se chotí Anseaua z Cayeux, pikardského křižáka, jenž zastával post regenta Latinského císařství.